# بارديا
بارديا (بالفارسية القديمة: بارديا) و(بالإغريقية القديمة: سميردس) هو ابن الملك الفارسي الاخميني كورش الكبير والأخ الأصغر لقمبيز الثاني تشارك في البداية بالحكم مع أخيه قمبيز الثاني ثم اغتصب العرش منه سنة 522 ق م بدعم من من قائد المجوس غاوماتا، لكنه بقي ملكا لبضعة أشهر فقط، قبل أن يخلعه داريوس الأول منه في نفس السنة 522 ق م.